# Raymond Mansfield
Raymond Mansfield (Bayonne, Nova Jérsei, 31 de outubro de 1977) é um produtor cinematográfico americano. Conhecido por produzir Get Out (2017) e The Messenger (2009), como reconhecimento, foi nomeado ao Óscar 2019 na categoria de Melhor Filme por BlacKkKlansman (2018).